# Čedičová žíla Boč
Čedičová žíla Boč je přírodní památka mezi Stráží nad Ohří a Bočí v okrese Karlovy Vary. Spravuje ji Krajský úřad Karlovarského kraje. Důvodem ochrany je ukázka sloupcovitého rozpadu čediče. Nacházejí se zde stopy po třetihorní vulkanické činnosti a unikátní suťové lesy a kamenné moře.

## Popis oblasti
Přírodní památka leží přibližně 1,5 km severovýchodně od obce Stráž nad Ohří nad levým břehem řeky Ohře a nad silnicí I/13. Chráněné území zasahuje do dvou katastrálních území, jimiž jsou k.ú. Boč a k.ú. Peklo. Lokalita se nachází v Přírodním parku Stráž nad Ohří.

## Přírodní poměry

### Geomorfologie a geologie
Nachází se v Podkrušnohorské oblasti v geomorfologickém celku Doupovské hory. Území tvoří výraznou morfologickou dominantu údolí Ohře.

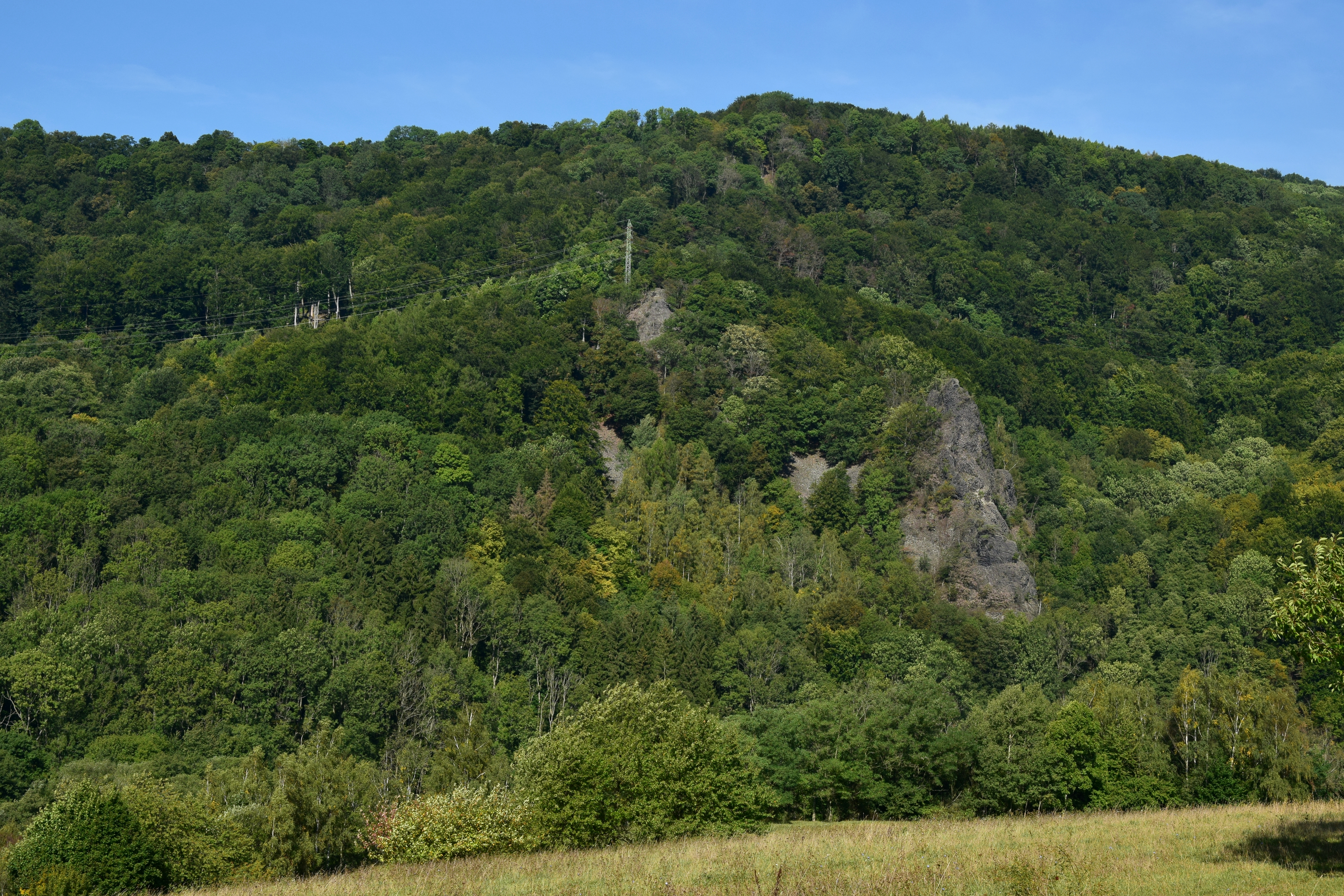
Celkový pohled ze silnice mezi Stráží nad Ohří a Korunní

Geologicky se jedná skalní výchozy původního třetihorního sopouchu v předpolí doupovského vulkanického centra. Čedičové magma zde prorazilo prvohorními granulity krušnohorského krystalinika. Později bylo čedičové těleso denudací vypreparováno nad úroveň okolního terénu. Vlastní skalní masív je tvořen čedičovou horninou, která je podle chemické klasifikace výlevných hornin popisována jako nefelinit. V lomové stěně se zachovala ukázkově vyvinuta sloupcovitá odlučnost s vějířovitým uspořádáním. Hlavní žíla má mocnost okolo 15 m, v jejím okolí se nachází různá pyroklastika, zejména tufy, tufity a vulkanické brekcie. V půdním pokryvu převažuje kambizem. Čedičová žíla byla částečně odkryta při těžbě kamene při úpatí prudkých jihovýchodních svahů Pekelské skály (774 m).

### Flóra a fauna
Vegetaci chráněného území tvoří listnaté lesy. Na skalních výchozech a sutích se sporadicky nachází teplomilná skalní vegetace, zastoupena např. silenkou obecnou (Silene vulgaris) a nící (Silene nutans) a diviznou malokvětou (Verbascum thapsus). Na převážně holých a balvanitých sutích roste kakost smrdutý (Geranium robertianum) a konopice dvouklaná (Galeopsis bifidum). Skály v ochranném pásmu zarůstají teplomilnou doubravou s dubem zimním (Quercus petraea), bukem lesním (Fagus sylvatica), javorem babykou (Acer campestre) a jeřábem ptačím (Sorbus aucuparia).
Ze zvláště chráněných druhů rostlin zde rostou stovky exemplářů áronu plamatého (Arum maculatum), ojediněle tařice skalní (Aurinia saxatilis) a rmen barvířský (Anthemis tinctoria).
Ze zvláště chráněných druhů živočichů sem při průzkumných letech zavítá výr velký (Bubo bubo) a sokol stěhovavý (Falco peregrinus). V literatuře je uváděn na okraji území výskyt holuba doupňáka (Columba oenas), užovky stromové (Zamenis longissimus) a mloka skvrnitého (Salamandra salamandra).

## Galerie

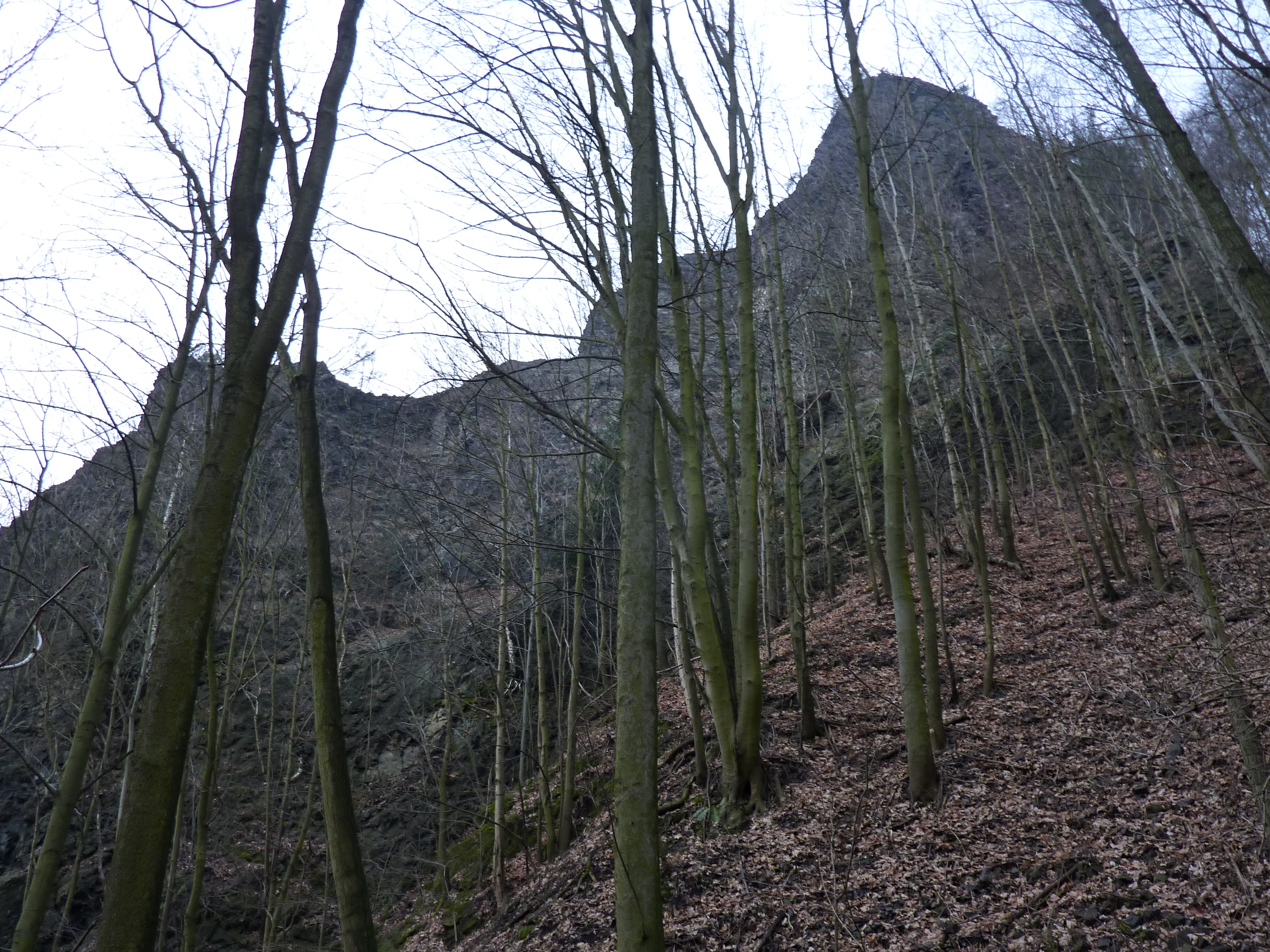
Pohled z východu
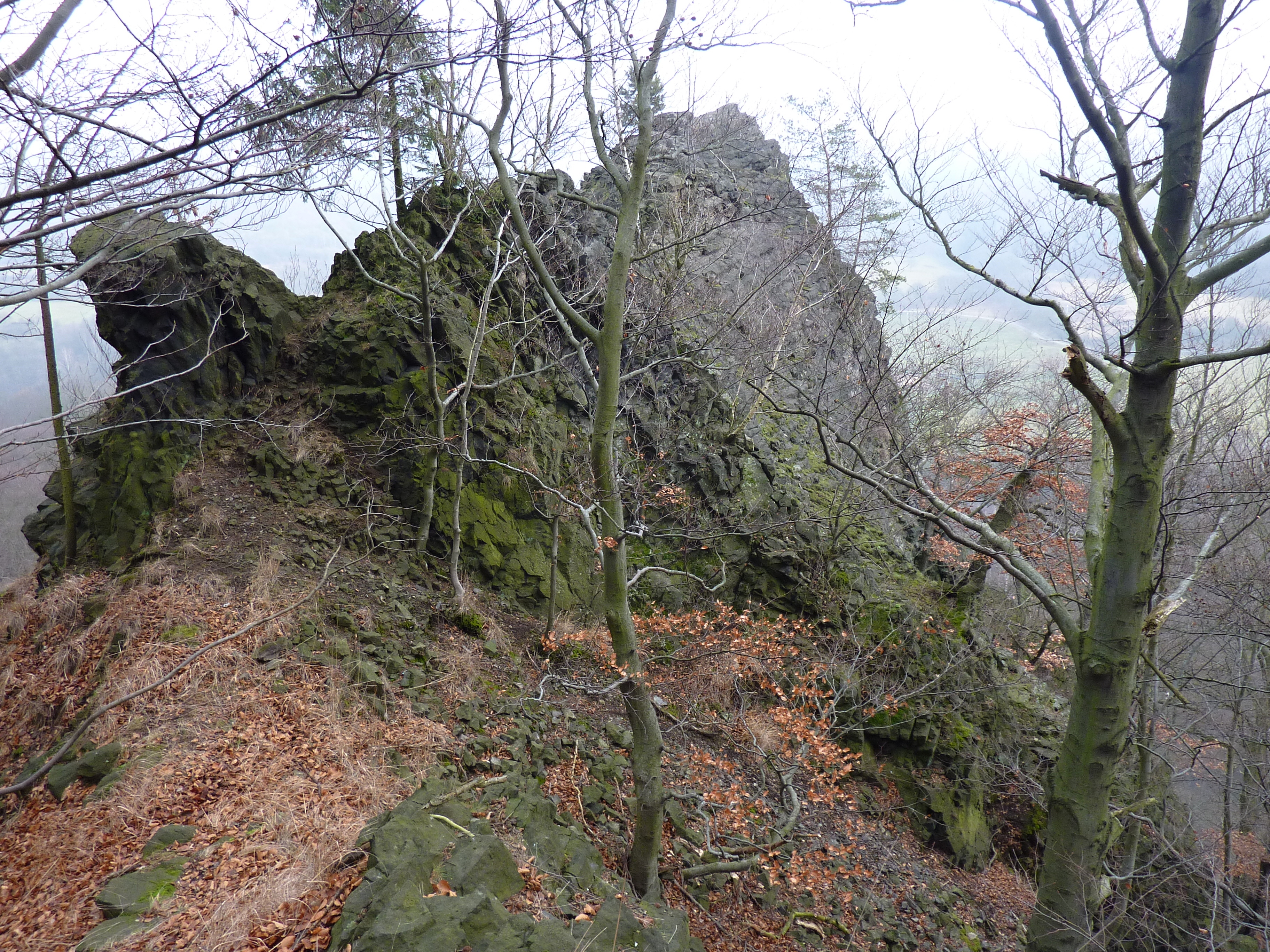
Vrchol skalního ostrohu
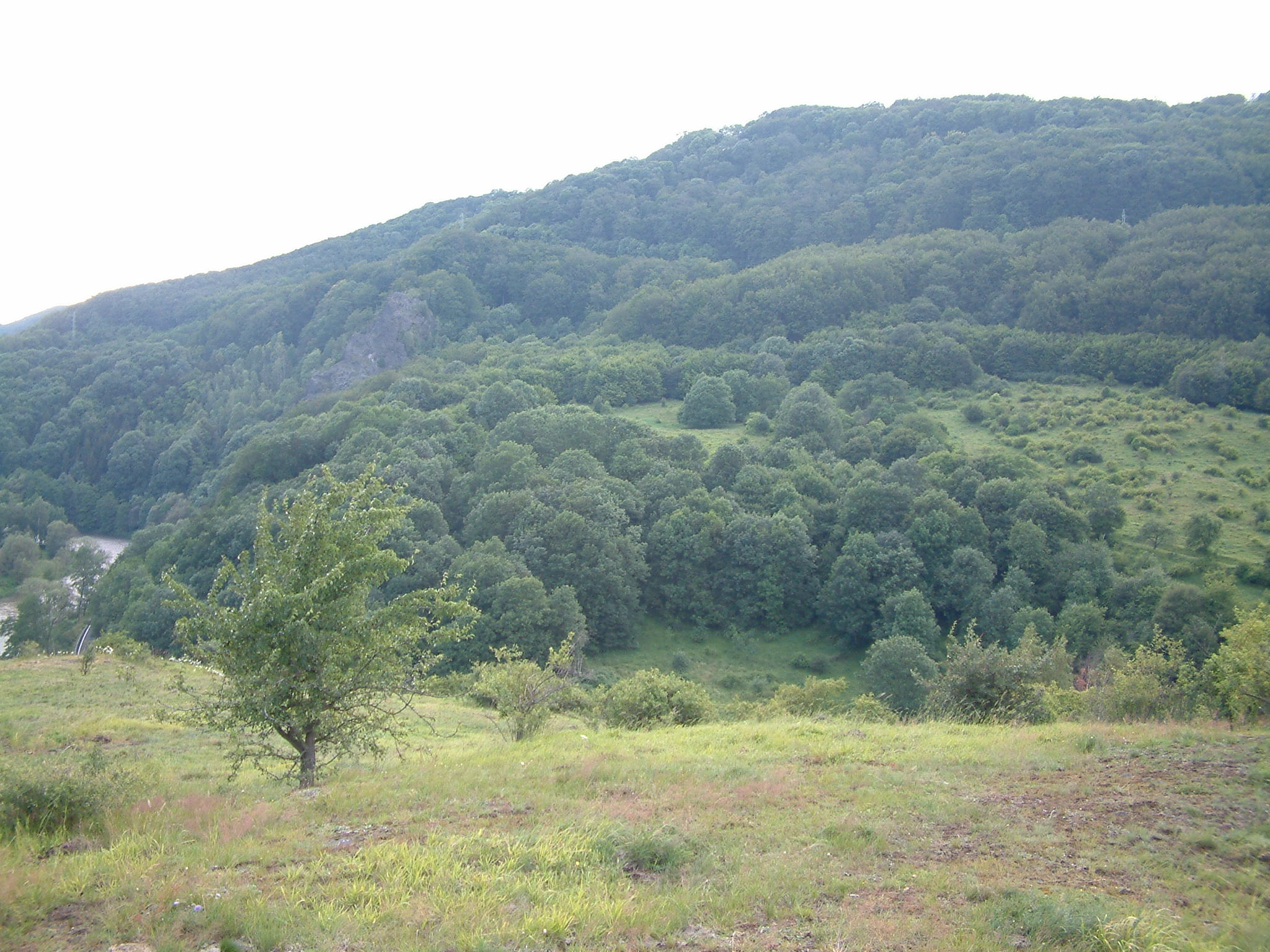
Skála nad údolím Ohře
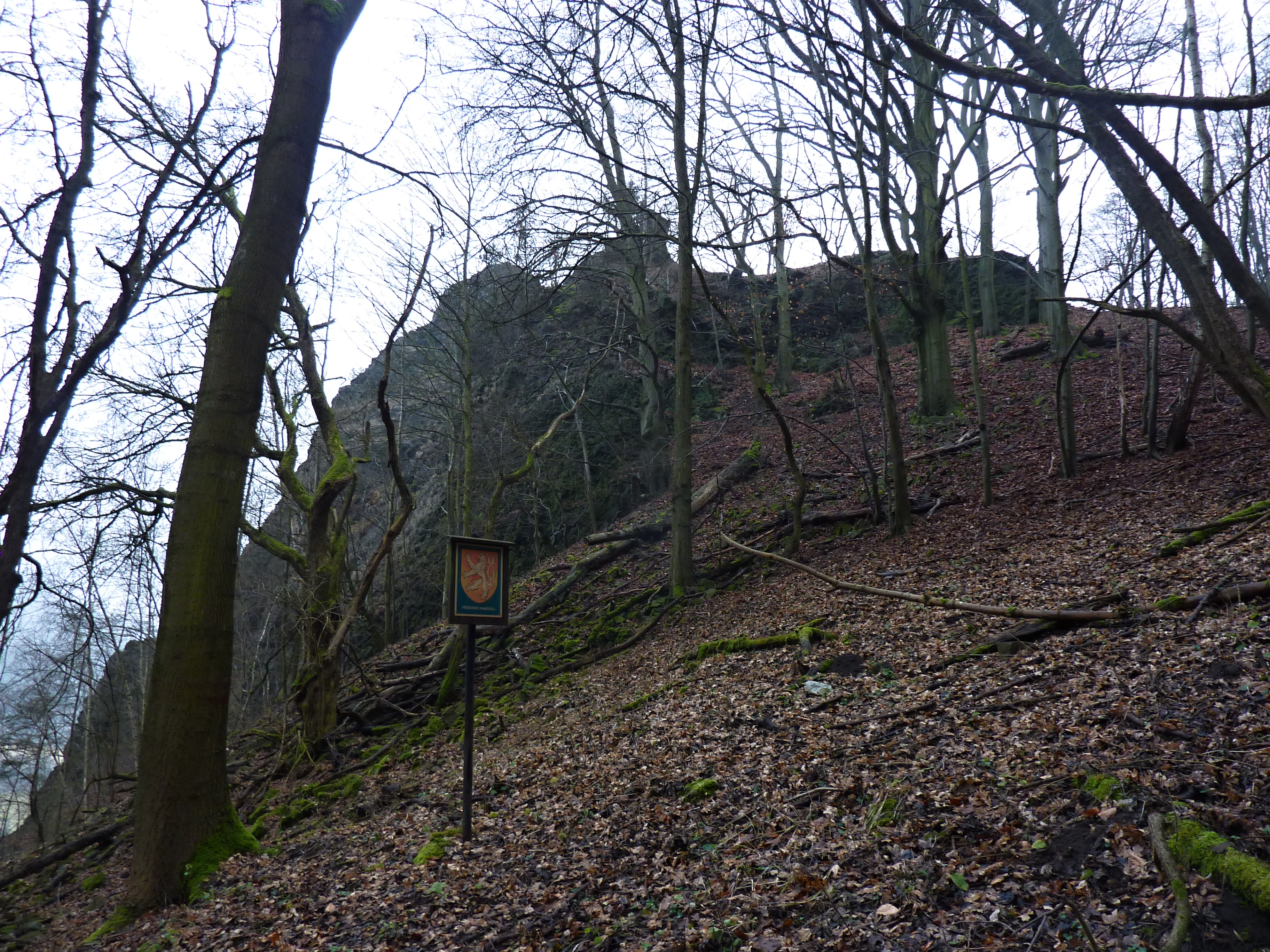
Chráněné území